# آکاسیای پدالیریفلیا
آکاسیا پدالیریفلیا (نام علمی: Acacia podalyriifolia) نام یک گونه از سرده آکاسیا است.